# Detachement rtm. Abrahama

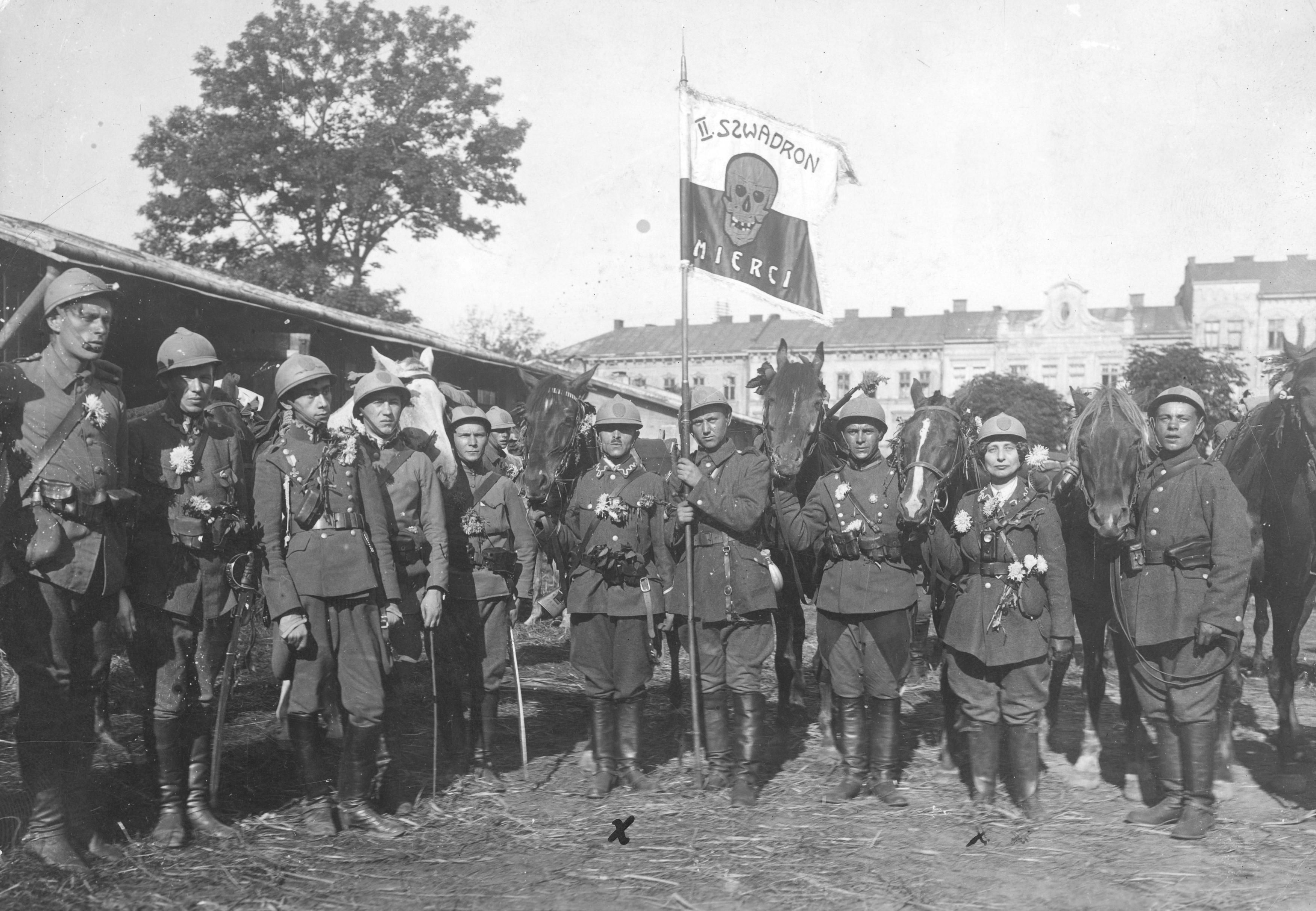
Żołnierze 2. szwadronu „Śmierci”. Druga z prawej Janina Łada-Walicka, a po lewej stronie sztandaru Artur Schroeder

Detachement rtm. Abrahama – oddział wydzielony Wojska Polskiego w czasie wojny z bolszewikami w 1920.
9 lipca 1920 we Lwowie rotmistrz Roman Abraham, działając z rozkazu Dowództwa Małopolskich Oddziałów Armii Ochotniczej i upoważnienia Dowództwa Okręgu Generalnego „Lwów” ogłosił zaciąg swoich byłych podwładnych z okresu wojny z Ukraińcami oraz ochotników do oddziału (Detachement). Pobór był prowadzony w koszarach zamarstynowskich lub przy ulicy Kopernika 20. 22 lipca, jako pierwszy wyruszył w pole pluton 2. szwadronu kawalerii liczący 25 jeźdżców. Został przydzielony kapitanowi Lewickiemu w Kamionce Strumiłowej.
1. szwadron otrzymał od hrabiego Włodzimierza Dzieduszyckiego 30 koni z rynsztunkiem. Konie te przyprowadzili do Lwowa trzej urzędnicy dóbr hrabiego: Biłycz, Horoszkiewicz i Krzysztofowicz. Wszyscy trzej pozostali w szwadronie. Dwudziestu paru chłopom, którzy się zaciągnęli do służby hrabia Dzieduszycki podarował po trzy morgi pola.
Organizacja
- dowództwo
- batalion piechoty (na podwodach)
- batalion karabinów maszynowych
- dywizjon jazdy
- dywizjon karabinów maszynowych
- 1 bateria 205 ochotniczego pułku artylerii polowej
- oddział techniczny konny
- oddział sanitarny
- komisja kasowa

Obsada personalna
- dowódca – rtm. / mjr Roman Abraham
- adiutant – ppor. Ferdynand Śliwa (profesor gimnazjum)
- oficer broni – por. Mirosław Gulbiński
- por. Kempner
- ppor. Ługowski
- jednoroczny ochotnik Bogusław Longchamps

- dowódca batalionu piechoty – kpt. Bolesław Zajączkowski †17 VIII 1920 Zadwórze
- oficer – por. Stanisław Strach-Zaljeński (od 23 VII)
- dowódca 1 kompanii – por. Krzysztof Obertyński †17 VIII 1920 Zadwórze
- oficer 1 kompanii – ppor. Fryderyk Śledziński (od 14 VII) † VIII 1920
- oficer 1 kompanii – pchor. Władysław Marynowski (od 14 VII) †17 VIII 1920 Zadwórze
- dowódca 2 kompanii – por. Jan Demeter †17 VIII 1920 Zadwórze
- dowódca 3 kompanii – pchor. Władysław Gettmann †17 VIII 1920 Zadwórze
- sierż. szt. Jan Filipów †17 VIII 1920 Zadwórze

- dowódca batalionu km – por. Antoni Dawidowicz
- dowódca 1 kompanii – ppor. Ludwik Liszka †17 VIII 1920 Zadwórze
- dowódca 2 kompanii – ppor. Konrad Roman Hanak
- dowódca 3 kompanii – pchor. Piniński
- ppor. Adam Łuczkiewicz
- pchor. Artur Schroeder

- dowódca dywizjonu jazdy – rtm. Tadeusz Korab-Krynicki
- adiutant – por. Józef Hieronim Poznański
- dowódca 1 szwadronu – ppor. Andrzej Sapieha
- dowódca I plutonu – pchor. Bączkowski
- dowódca plutonu – ppor. Heydel
- dowódca plutonu – pchor. Roztworowski[4]
- dowódca IV plutonu – ppor. Bensdorfer[4]
- pchor. Horoszkiewicz (agronom)[4]
- Biłycz (dyrektor dóbr hr. Dzieduszyckiego)[4]
- Krzysztofowicz (dyrektor dóbr hr. Dzieduszyckiego)[4]
- dowódca 2 szwadronu „Śmierci” – rtm. Ryszard Dittrich
- dowódca plutonu – rtm. Grabowski (były esauł wojsk kozackich)[6]
- dowódca plutonu – pchor. Bechowski[6]
- dowódca plutonu – ppor. Romanowski
- wachm. Małaczyński[7]
- plut. Kazimierz Różański †8 VIII 1920 Horodyszcze[8][9]
- kpr. Janina Łada-Walicka
- dowódca 3 szwadronu – por. Jakubowski
- dowódca plutonu – pchor. Kostecki
- dowódca plutonu – pchor. Zbroja
- wachm. Fjałkowski

- dowódcy dywizjonu km
  - por. Tadeusz Michał Nittman (14 VII – VIII 1920) 
  - ppor. Kazimierz Bogucki (od VIII 1920) †23 IX 1920 Zasław
- dowódca 2 szwadronu km – rtm. Święcicki
- dowódca baterii artylerii – por. Karpowicz
- pchor. Czartoryski
- pchor. Pietruski †1920
- pchor. Tadeusz Reychan (Zbroja-Reychan) †1920
- plut. Marian Gaj
- plut. Julian Gromnicki

- dowódca oddziału technicznego konnego – por. Wójcicki (oficer saperów byłej armii rosyjskiej[10])
- inż. Wehklug (Wekluk[11])
- dowódca oddziału sanitarnego – ppor. dr Leszek Jakliński
- ochotnik Konstanty Zarugiewicz †17 VIII 1920 Zadwórze

Żołnierzem-ochotnikiem jednostki był Mieczysław Iwanicki, malarz,  który później tworzył obrazy przedstawiający boje pod Zadwórzem.